# Jiří Daněk
Jiří Daněk (1. května 1959 Ostrava – 2. února 2017 Přívoz) byl český spisovatel píšící pod pseudonymem Hnát Daněk.

## Život
Studoval Vysokou školu báňskou a Pedagogickou fakultu v Ostravě, ale studia nedokončil. V roce 1994 absolvoval na FAMU, kde studoval dramaturgii a scenáristiku. Pracoval jako havíř, koksař, dramaturg a producent. Soukromě podnikal v reklamě.
V 80. letech 20. století napsal několik dramat pro ostravské amatérské soubory. V 90. letech 20. století mu bylo diagnostikováno onemocnění roztroušenou sklerózou. V roce 2008 byl o něm a jeho onemocnění natočen dokument Roztroušený Hnát.

## Dílo
- Pouť a Cesta Hnátova, 1995
- Až budeme velcí, 1996 – román
- Souboj o velký prachy, 1998
- Bratři bez trika, 1998 – román